# 岡田益男
岡田 益男（おかだ ますお、1948年 - ）は、日本の金属工学者。東北大学名誉教授・元副学長。元八戸工業高等専門学校校長。元日本金属学会副会長。元日本学術会議会員。

## 人物・経歴
1971年東北大学工学部金属材料工学科卒業。1978年カリフォルニア大学バークレー校大学院工学研究科材料科学専攻博士課程修了、Ph.D.。1979年東北大学工学部助手。1981年東北大学工学部助教授。1993年東北大学工学部教授。2005年内閣府総合科学技術会議材料検討委員会主査。2006年東北大学大学院工学研究科副研究科長、日本金属学会副会長。2008年東北大学副学長。2009年文部科学省科学技術・学術審議会専門委員、新エネルギー・産業技術総合開発機構技術委員。2010年東北大学総長補佐、科学技術振興機構CREST領域アドバイザー。2011年八戸工業高等専門学校校長、日本学術会議会員。2016年大学改革支援・学位授与機構国立大学教育研究評価委員会専門委員、日本工学アカデミー理事、池谷科学技術振興財団理事。2017年東北大学未来科学技術共同研究センター客員教授。
2024年瑞宝中綬章を受章。

## 著書
- 『採択される科研費申請ノウハウ : 審査から見た申請書のポイント』アグネ技術センター 2014年

## 編書
- 『21世紀を拓く水素の世界 : 新材料とクリーンエネルギーシステム : 第18回「大学と科学」公開シンポジウム講演収録集』クバプロ 2004年

## 受賞
- 日本金属学会功績賞 1994年[1]
- 日本金属学会論文賞 工業材料部門 1998年[1]
- 粉体粉末冶金協会研究功績賞 2000年[1]
- 日本金属学会増本量賞 2002年[1]
- 日本金属学会学術功労賞 2003年[1]
- 日本金属学会論文賞 工業材料部門 2005年[1]
- 文部科学大臣表彰科学技術賞 研究部門 2011年[1][5]
- 日本金属学会賞 2016年[1]
- 瑞宝中綬章 2024年[4]